# Gradina (Velika Kladuša)
Gradina es un pueblo de la municipalidad de Velika Kladuša, en el cantón de Una-Sana, Bosnia y Herzegovina.

## Superficie
Posee una superficie de 14,30 kilómetros cuadrados.

## Demografía
Hasta 2013 la población era de 352 habitantes, con una densidad de población de 24,6 habitantes por kilómetro cuadrado.